# Friedrich von Lüdinghausen Wolff

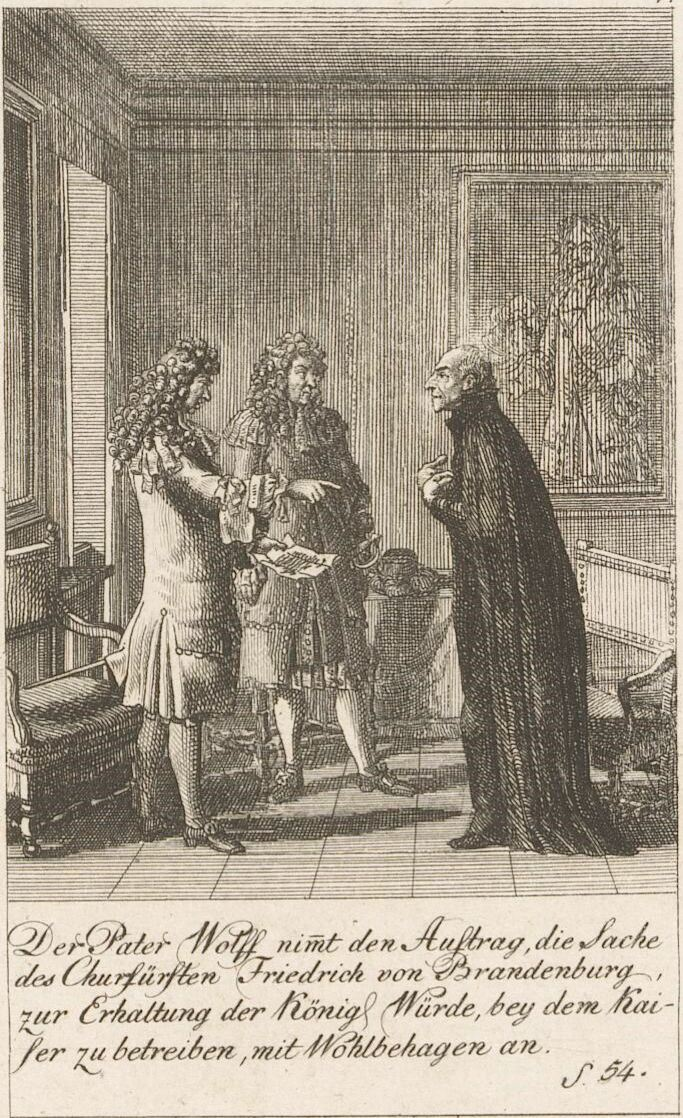
„Der Pater Wolff nimmt den Auftrag, die Sache des Churfürsten Friedrich von Brandenburg zur Erhaltung der Königs-Würde bey dem Kaiser zu betreiben, mit Wohlbehagen an.“ Illustration von Daniel Chodowiecki, 1792

Baron Friedrich von Lüdinghausen Wolff (* 16. Oktoberjul. / 26. Oktober 1643greg. in Dünaburg; † 15. April 1708 in Breslau) war Jesuit, Berater und Unterhändler Kaiser Leopolds I., intellektueller Gründer der Universität Leopoldina in Breslau und ihr erster Kanzler. Er gilt als eine der einflussreichsten Persönlichkeiten auf dem europäischen Parkett des ausgehenden 17. Jahrhunderts.

## Leben

### Herkunft
Die Familie Lüdinghausen genannt Wolff gehörte zum westfälischen Ritteradel. Sie hatte ihren Ursprung in der nach ihr benannten Stadt Lüdinghausen. Der Zweig der Familie mit dem Beinamen Wolff lebte dort auf der Burg Wolfsberg.
Friedrichs Vater Georg von Lüdinghausen Wolff war Stadtstarost von Dünaburg und Generalstarost von Livland. Seine Mutter Katharina war eine geborene von Mengden. Der Vater starb bereits 1647.

### Werdegang
Friedrich kam als Page an den Hof König Johann Kasimirs von Polen, wo er eine vorzügliche Erziehung sowie Grundkenntnisse der Diplomatie erhielt, die ihm später zugutekamen. An den Jesuitenkollegs in Braunsberg (ab 1652), Neiße (ab 1655) und Olmütz (ab 1657) durchlief er die schulische Ausbildung. Mit Zustimmung des Königs trat er 1659 in Brünn in das Noviziat der Jesuiten ein und studierte von 1661 bis 1671 Philosophie und Theologie an der Universität Prag; in dieser Zeit nahm er bereits Lehrtätigkeiten wahr. 1671 empfing er die Priesterweihe. Er nannte sich seitdem Pater Wolff. In den folgenden anderthalb Jahrzehnten lehrte er in Prag und Olmütz Philosophie und Theologie und wurde 1675 in Prag zum Doktor der Theologie promoviert.

### Diplomatische Tätigkeit
1681 bekam Wolff erstmals eine diplomatische Mission Kaiser Leopolds I. Von da an bis zum Tod des Kaisers 1705 hielt er sich häufig am Hof in Wien auf. Er wurde Seelsorger und Berater des Kaisers auch in Finanzfragen und nahm in seinem Auftrag an politischen Gesandtschaften teil. Eine Hauptaufgabe war dabei das Zustandebringen einer Koalition gegen die herandringenden Türken und der Interessenausgleich zwischen den Verbündeten. An der erfolgreichen Abwehr der zweiten Wiener Türkenbelagerung 1683 wird ihm ein wichtiger Anteil zugeschrieben, ebenso an der Verleihung der Kurfürstenwürde an Ernst August von Hannover 1692, an der Konversion Friedrich Augusts I. von Sachsen als Anwärter auf die polnische Königskrone zum Katholizismus 1697 und an der Erhebung Friedrichs III. von Brandenburg zum „König in Preußen“ 1701. Erfolgreich wirkte er auch für die Einheit des Jesuitenordens und die Beseitigung von Verstimmungen zwischen dem Orden und dem Heiligen Stuhl.

### Gründung der Universität Breslau
1687 wurde Wolff Rektor des Jesuitenkollegs in Breslau, das in der mehrheitlich protestantischen Stadt bis dahin ein Randdasein fristete, und betrieb planmäßig dessen akademischen und architektonischen Ausbau, u. a. durch Errichtung der Breslauer Jesuitenkirche, eines Glanzstücks des „Jesuitenbarocks“ in Schlesien; dort wurde er nach seinem Tod 1708 auch beigesetzt.
Pläne für eine Breslauer Universität gab es bereits seit dem ausgehenden 15. Jahrhundert, sie waren jedoch wegen Kriegswirren und wegen des Widerstands der Universität Krakau nicht verwirklicht worden. Wolff strebte ab 1695 die Erhebung des Jesuitenkollegs zur Universität an. Dagegen gab es heftigen Protest seitens des Stadtrats und der Bürgerschaft, die eine Universität unter jesuitischer Führung ablehnten. Durch sein diplomatisches Geschick und seine Beziehungen zum Kaiserhof, die er auch zum Vorteil protestantischer Breslauer einsetzte, konnte Wolff diese Hindernisse aus dem Weg räumen. Kaiser Leopold unterzeichnete die Stiftungsurkunde am 21. Oktober 1702. Die Universität wurde am 15. November, dem Namenstag des Kaisers, mit zunächst zwei Fakultäten eröffnet. Friedrich von Lüdinghausen Wolff wurde ihr erster Kanzler und Generalstudiumspräfekt aller Jesuitenschulen in Schlesien.

### Sonstiges Wirken
Für eigene wissenschaftliche Veröffentlichungen blieb Wolff kaum Zeit. Der Literaturhistoriker Gottschalk Eduard Guhrauer stellte die Hypothese auf, er könne der Verfasser der gefälschten Lehninschen Weissagung sein.
Neben seinen diplomatischen und akademischen Aufgaben begleitete Wolff auch Sterbende und zum Tode Verurteilte und predigte bei öffentlichen Hinrichtungen. Das Angebot des Kaisers, Erzbischof von Prag zu werden, lehnte er ab.